# Rosária Corte-Real
Rosária Maria Corte-Real de Oliveira (auch Rosalia Maria Corte-Real) war von 2006 bis 2007 die Ministerin für Bildung und Kultur in Osttimor. Ebenso war sie für Jugend und Sport zuständig.

## Werdegang
1965 absolvierte Corte-Real die Grundschule in Same (Manufahi). Zwischen 1966 und 1970 besuchte sie die Sekundarschule Escola de Professores do Poste Escolar (Schule für Lehrer für das Lehramt) in Canto Rezende/Dili. Von 1970 bis 1971 war Corte-Real Direktorin der Grundschule in Bobonaro, 1971 bis 1972 von der Grundschule in Bazartete, 1973 bis 1974 von der Grundschule in Hato-Udo und 1975 von der Grundschule in Bidau.
1975 erklärte sich Osttimor für unabhängig von der portugiesischen Kolonialmacht, doch nur neun Tage später wurde es von Indonesien besetzt.
1980 bis 1981 nahm Corte-Real an einem Ausbildungskurs für Lehrer in Dili teil, dem folgte 1985 bis 1989 die Ausbildung zur Erlangung der Lehrlizenz an der IKIP Sanata Dharma in Yogyakarta auf Java. 1990 wurde Corte-Real Vorsitzende der Lehrerabteilung im Amt für Ausbildung und Kultur in Dili. 1997 bis 1999 studierte Corte-Real schließlich an der Gajah Mada Universität in Yogyakarta und erhielt hier ihren Master in öffentlicher Verwaltung.
1999 entschied sich die Bevölkerung von Osttimor in einem Referendum mehrheitlich für die Unabhängigkeit von Indonesien. Aufgrund der Gräueltaten, in die auch die Streitkräfte Indonesiens verwickelt waren, übernahmen die Vereinten Nationen die Kontrolle im Land bis Osttimor schließlich 2002 in die Unabhängigkeit entlassen wurde.
Corte-Real wurde bei den Wahlen zur verfassunggebenden Versammlung für die FRETILIN zur Abgeordneten gewählt. Mit der Wiederherstellung der Unabhängigkeit des Landes 2002 wurde aus der Versammlung das Nationalparlament Osttimors. Hier war Corte-Real ab dem 25. Juni 2002 Vizesekretärin des Präsidiums, bis sie ihren Sitz im September 2002 aufgeben musste, da sie zur stellvertretenden Ministerin für Bildung an den Grund- und Sekundärschulen ernannt wurde.
2006 kam es zu schweren Unruhen in Osttimor in deren Folge Premierminister Marí Alkatiri zurücktreten musste. Der neue Premierminister José Ramos-Horta berief Rosária Corte-Real zur neuen Bildungsministerin. Damit löste sie Armindo Maia ab.
2007 wurde das Parlament neu gewählt. Rosária Corte-Real gehörte nicht mehr der neuen Regierung an. Ihr Nachfolger wurde João Câncio Freitas.

## Belege
- SEAMEO Profil von Rosalia Maria Corte-Real (Memento vom 27. September 2007 im Internet Archive)